# Carabus limbatus
Carabus limbatus är en skalbaggsart som beskrevs av Thomas Say 1825. Carabus limbatus ingår i släktet Carabus och familjen jordlöpare. Inga underarter finns listade i Catalogue of Life.